# Harrison Lyons Homestead Historic Archaeological District
 (juin 2020).
Pour les articles homonymes, voir Lyons.
L'Harrison Lyons Homestead Historic Archaeological District est un district historique américain dans le comté de San Benito, en Californie. Situé sur le versant occidental du chaînon Gabilan, ce site archéologique est protégé au sein du parc national des Pinnacles. Il est inscrit au Registre national des lieux historiques depuis le 15 août 2016.